# Voyna
Guerra (en ruso: Война, Voyná) es una película rusa de 2002 dirigida por Alekséi Balabánov e interpretada por Alekséi Chádov e Ian Kelly. La película narra el cautiverio de unos soldados rusos y unos actores ingleses durante la segunda guerra chechena. Fue rodada en varias localizaciones, entre ellas Kabardino-Balkaria, Osetia del Norte y Chechenia.

## Argumento
La película comienza con el personaje principal, Iván Yermakov (Alekséi Chádov), siendo entrevistado, entrevista que sirve como hilo conductor durante toda la trama. Yermakov recapitula y cuenta la historia desde el principio, volviendo a la primavera de 2000, durante la Segunda Guerra de Chechenia y la caída de Grozni. Un señor de la guerra checheno, Aslán Gugáyev (Giorgi Gurgulia), dirige un campamento junto a un aul en las montañas chechenas. A pesar de tener ingresos seguros de sus bandas de crimen organizado en Moscú, San Petersburgo y Samara, así como algunos negocios legítimos allí, utiliza el secuestro como fuente de notoriedad para extorsionar al gobierno ruso. Tanto Iván como su camarada Fedka fueron esclavizados tras ser tomados prisioneros a principios de 2000. También mantienen cautivo a un hombre de negocios ruso-judío llamado Semyón de Vladikavkaz.
Más tarde atrapan a dos actores de teatro ingleses, John Boyle (Ian Kelly) y su prometida Margaret (Ingeborga Dapkunaite). Fueron secuestrados en Georgia mientras interpretaban allí Hamlet de Shakespeare. Iván, que tiene experiencia con la informática y sabe algo de inglés, le permite ser traductor de John y cuando Aslán quiere utilizar internet para comunicarse con el exterior. Los cinco comparten terribles condiciones de vida en un pozo, y de vez en cuando los chechenos muestran hasta dónde irían a salirse con la suya, a través de acciones como la decapitación pública de dos soldados rusos y cuando cortan el dedo de Semyón uno por uno por los retrasos de rescate.
Después de un tiempo, Semyón es llevado (presumiblemente muerto) y los cuatro son trasladados a una base aún más remota donde son colocados en un pozo que ya está ocupando el lisiado Capitán Medvédev (Serguéi Bodrov, Jr.), y aunque el capitán está paralizado por una lesión, su sola presencia es suficiente para elevar el espíritu de todo el mundo, en particular de Margaret e Iván. Las negociaciones de John con el gobierno inglés para asegurar el rescate de dos millones de libras fracasa y Aslán decide liberar a John, junto con Iván y Petka, y manteniendo Margaret, con un ultimátum de dos meses para que John viaje a Londres y consiga los dos millones de libras. De lo contrario, su prometida será violada y decapitada.
Tanto Iván como Petia se desvinculan del Ejército e Iván visita a los familiares de Medvédev en San Petersburgo para informarles de su estado antes de regresar a su ciudad natal de Tobolsk. John, de vuelta a casa en Londres, trata de asegurar la ayuda de las autoridades británicas en el rescate, pero sus compatriotas no van pagar el rescate a los terroristas. Al darse cuenta de que tiene que vender todo lo que fuera, es abordado por un representante de Channel 4 que le ofrece £200 000 a cambio de concisas imágenes documentales de sus viajes. John acepta y se apresura a Moscú después de la gestión para recoger alrededor de £400 000; sin embargo, las autoridades rusas se niegan a negociar con terroristas. Lo único que John consigue en Moscú es el número de teléfono de un exagente de la KGB que vive en Vladikavkaz y que se especializa en intercambios de rescate. En ese momento, John decide viajar a Tobolsk para localizar a Iván e intentar el rescate.

## Reparto
- Alekséi Chádov como Iván Yermakov.
- Ian Kelly como John Boyle.
- Serguéi Bodrov, Jr. como Capitán Medvédev.
- Ingeborga Dapkūnaitė como Margaret.
- Evklid Kyurdzidis como Ruslán Shamáyev.
- Giorgi Gurgulia como Aslán Gugáyev.

## Producción
La película se rodó en varias localizaciones de Kabardino-Balkaria, Osetia del Norte, Chechenia, Moscú, San Petersburgo, Tobolsk y Londres.
Para una mayor fidelidad, muchos de los solados chechenos en la película fueron interpretados por chechenos reales, y los federales por verdaderos soldados, pilotos de helicópteros y servicios de inteligencia-contratistas. Además, esta es la primera película sobre Chechenia que, sin embargo, fue filmada in situ en Chechenia, sobre todo en el puesto de control en la entrada de Grozni. La película se hizo en condiciones próximas al combate, porque durante el rodaje en esas regiones se desarrollaba la Segunda Guerra de Chechenia. Sin embargo, los tiroteos tuvieron lugar en una zona tranquila y vigilada.
Las escenas de grabación de los presos fueron filmadas en un pozo que fue cavado expresamente para ello en el que los actores estuvieron varias horas mojados y sucios. Alekséi Balabánov se negó a rodar la escena en la sala, porque quería que todo fuera lo más realista posible. La escena flotante en el río, la actriz lituana Ingeborga Dapkūnaitė interpretó esa parte desnuda y sin doble. Dapkūnaitė nadaba en los rápidos a una temperatura del agua en la que ésta se encontraba a sólo 5 °C.